# Ciugudu de Sus
Ciugudu de Sus – wieś w Rumunii, w okręgu Alba, w gminie Unirea. W 2011 roku liczyła 158 mieszkańców.